# Vito Maria Amico
Vito Maria Amico (né le 15 février 1697 à Catane et mort dans le 15 décembre 1762  la même ville) est un moine bénédictin, historien et érudit italien du XVIIIe siècle.

## Biographie
Noble de Catane en Sicile, né en 1697, Vito Maria Amico entre dans la congrégation du Mont-Cassin, professe pendant plusieurs années la philosophie et la théologie dans sa patrie, et se rend célèbre par son érudition, et par l'étendue de ses connaissances dans l'histoire de la Sicile antique grecque, phénicienne et romaine.
Vito Maria Amico est élu prieur de son ordre en 1743.

## Œuvres
On a de lui :
- Sicilia sacra, disquisitionibus et notitiis illustrata, etc., dont la dernière partie seulement est de lui, et qui fut imprimé à Venise, sous la fausse date de Palerme, 1733, 2 vol. in-fol. Mécontent de cette édition, il fit réimprimer à Catane la partie qui lui appartenait, sous ce titre : Siciliæ sacræ libri quarti integra pars secunda, etc., 1755, in-fol.
- Catana illustrata, sive sacra et civilis urbis Catanæ Historia, Catane, 4 vol. in-fol., 1741-1746.